# Halbes Schloss

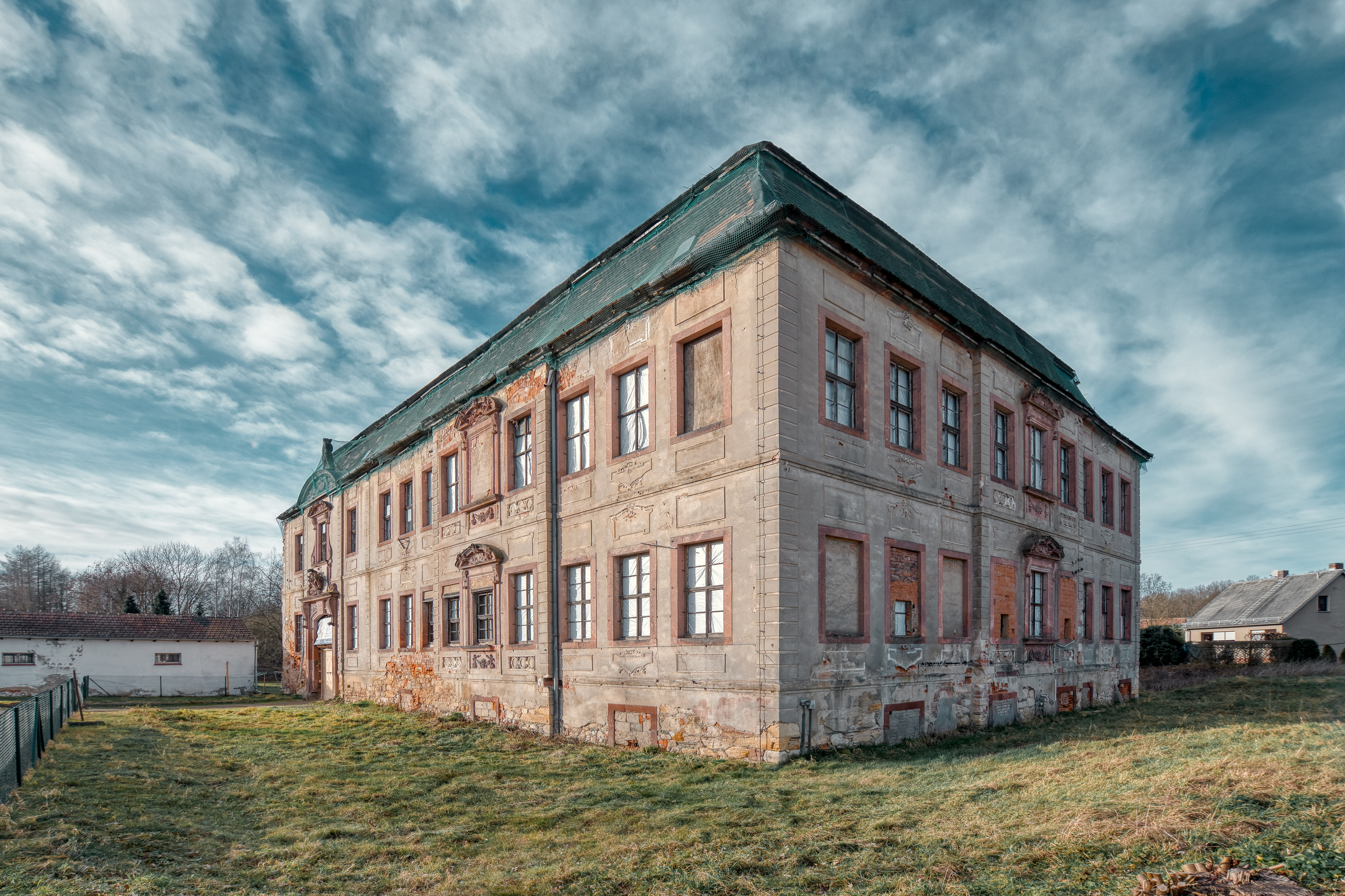
Ansicht des Schlosses 2023

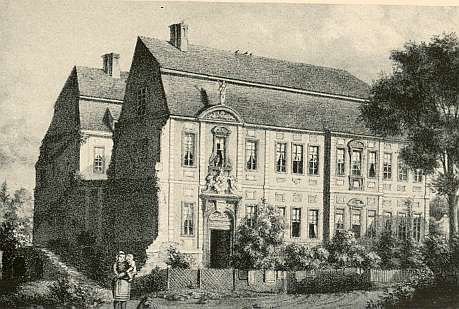
Halbes Schloss Langenleuba, Stahlstich um 1850

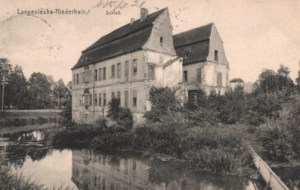
Postkarte von ca. 1921

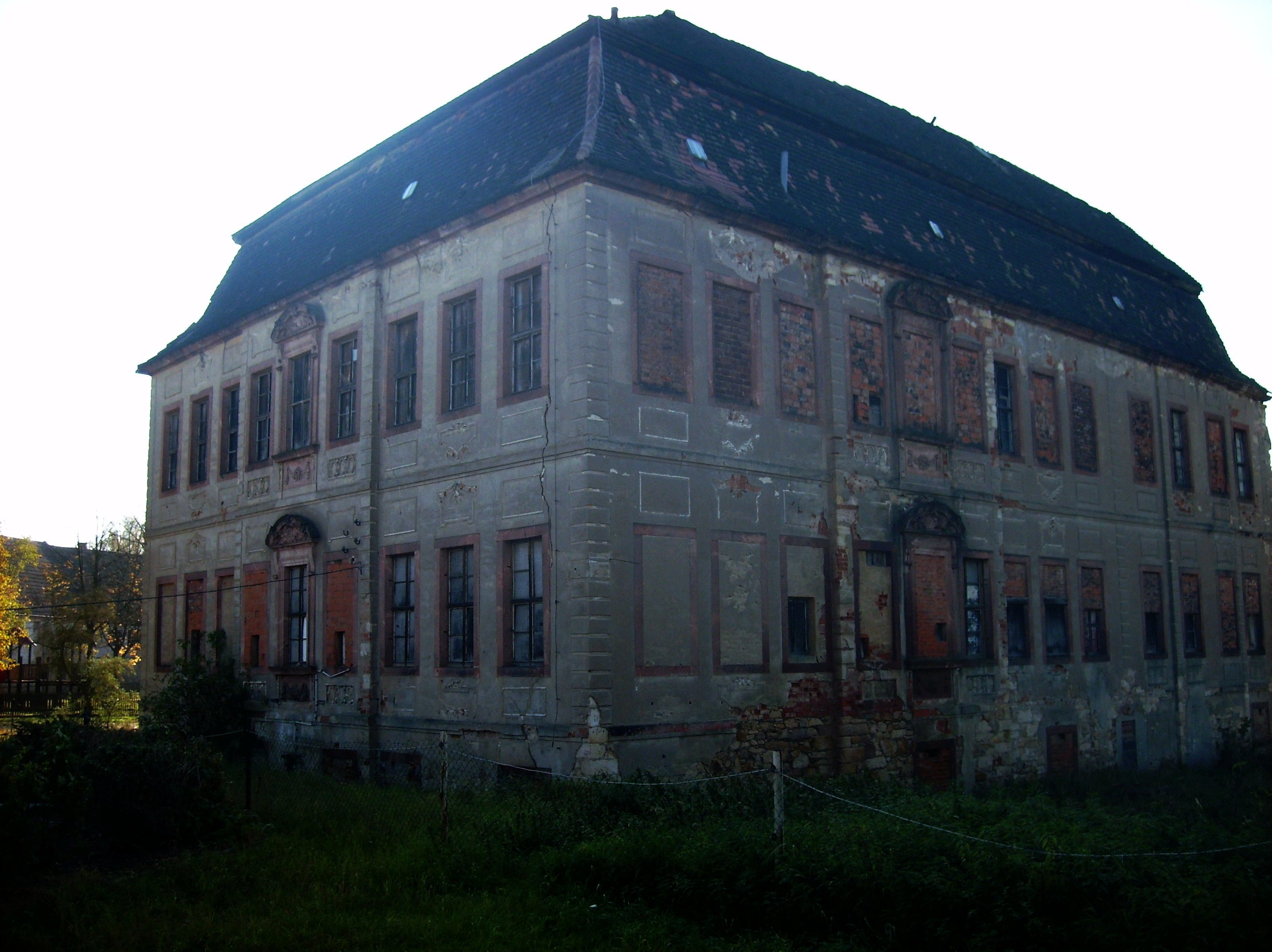
Das Schloss um 2010

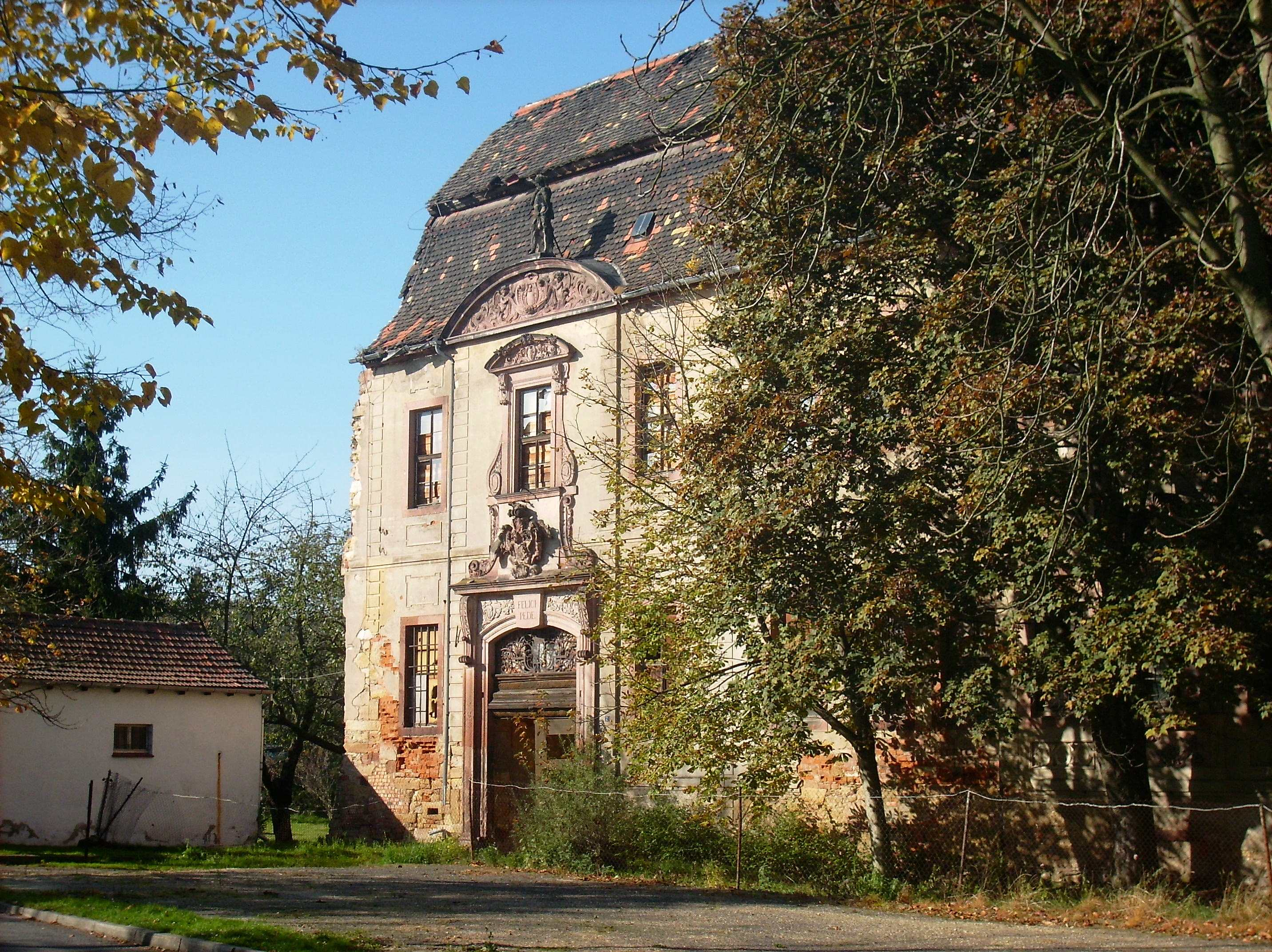
Ansicht des Schlosses vor der Anbindung der Sicherungsnetze 2014.

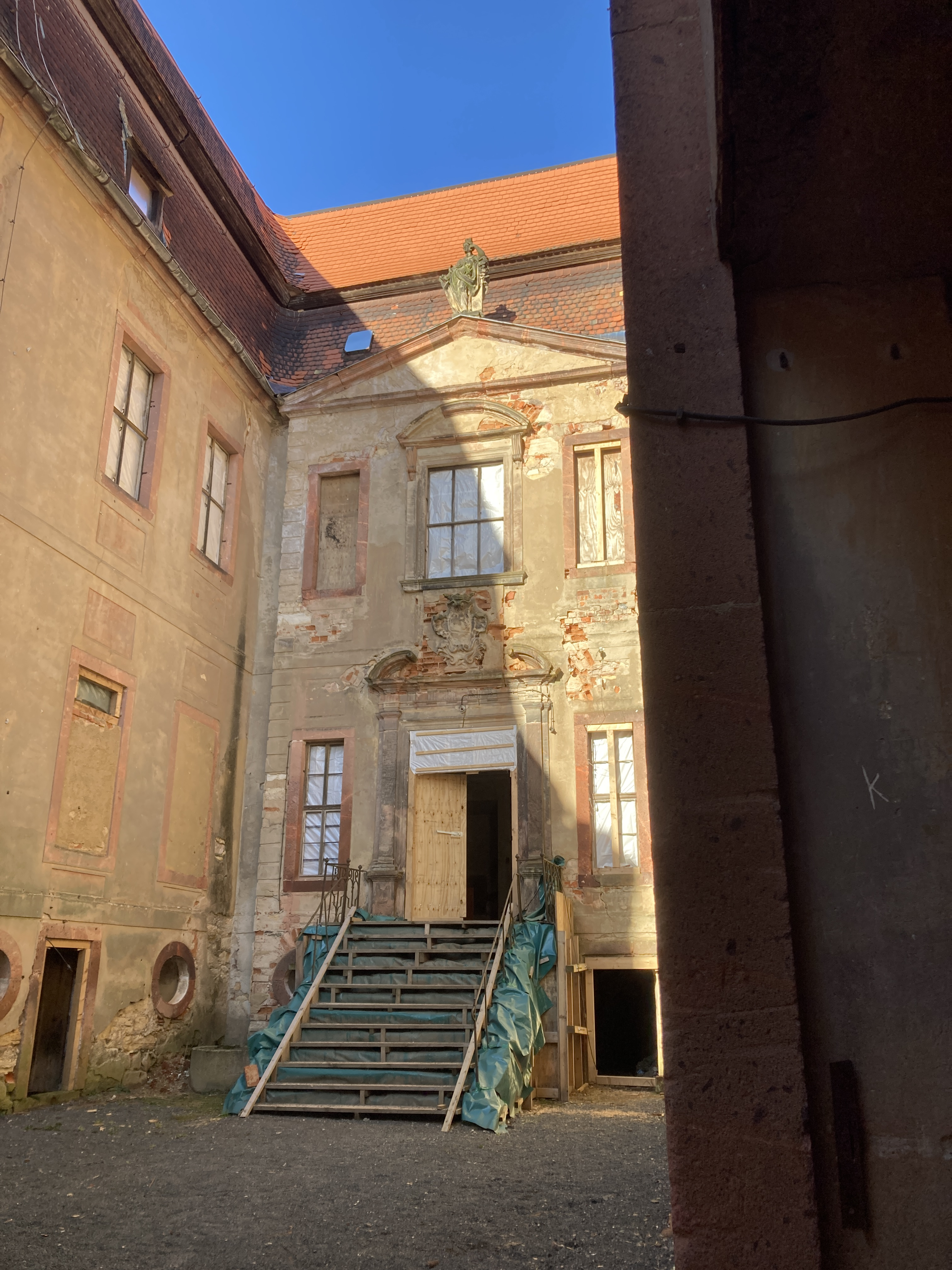
Ansicht des Innenhofes mit erfolgten Sicherungsarbeiten

Halbes Schloss ist der Name eines ehemaligen Schlosses, als Herrenhaus eines Rittergutes in Langenleuba-Niederhain im Landkreis Altenburger Land (Thüringen).

## Geschichte
1290 gehörte das Gut den Burggrafen von Altenburg. 1329 erwarben die Markgrafen von Meißen die Lehnshoheit und gaben das Lehen u. a. an Burggrafen von Leisnig, die Herren von Creutzen, von Zschadras und von Schauroth. Das Gebäude war damals eine mittelalterliche Wasserburg.
Im 17. Jahrhundert wurde das Gut von einer Familie von Brand bewirtschaftet, von der es an die Familie von Kuntsch gelangte. Johann von Kuntsch ließ das Schloss 1708 und 1711 als Vierflügelanlage mit 121 Außenfenstern zu einem Barockschloss mit Dekorationen im Regence-Stil neuerlichen. Elemente der Spätrenaissance wurden bei der Gestaltung mit einbezogen. Im Jahr 1712 verfügte er testamentarisch die Umwandlung des Rittergutes in ein Familienfideikommiss und die Errichtung einer Familienstiftung. Diese setzte sich zusammen aus einer Reihe von Legaten für Studierende, für Handwerks- und Handlungslehrlinge sowie zur Beschaffung der Aussteuer von Bräuten. Die finanziellen Mittel für die Legate flossen aus den Erträgen des Ritterguts Langenleuba-Niederhain und aus Zinsen von Kapitalvermögen.
1714 erbte Dr. Christoph von Kuntsch das Anwesen. Noch 1805 war das Schloss von Wasser umgeben und den davor gelegenen Wirtschaftshof konnte man nur über eine Brücke erreichen. 1838 wurde der Südflügel des Schlosses mit den Hauptrepräsentationsräumen bis auf die Erdgeschossfassade zum Innenhof abgerissen. Dokumente aus der Zeit legen Gründungsschäden als Grund für den Abriss nahe. Seither wird es auch „Halbes Schloss“ genannt. Die letzten Wasserflächen um das Schloss wurden um 1970 trockengelegt. Die ehemaligen Wasserflächen sind nur noch teilweise im Geländeverlauf sichtbar.
1926 wurde das Familienfideikommiss aufgehoben und ging auf die Familienstiftung über. Diese wurde durch einen Stiftungsvorstand verwaltet. Zwischen 1932 und 1936 wurden die Dachflächen des Schlosses letztmalig saniert. 1946 wurde die Nachfahren der Familie von Kuntsch im Zuge der Bodenreform enteignet und die Stiftung aufgehoben. Auf den Gutsflächen entstanden elf Neubauernstellen. Im Schloss selbst fand unter anderem bis 1965 Schulunterricht statt. Ab 1980 kam es zu einem verstärkten Verfall des Schlosses. Die Wirtschaftsgebäude wurden weiterhin für unter anderem Wohnzwecke und einen Gasthof genutzt. Von dem ehemaligen Wirtschaftshof ist noch ein Teil erhalten, 2013–2014 wurden die Wirtschaftsgebäude saniert und partiell neugebaut. Dabei wurde das Sichtfachwerk im Obergeschoss erhalten und teilweise neu errichtet. Der Rittergutsgasthof wurde abgerissen. Die Außenanlagen wurden neugestaltet. Die Gebäude dienen als Wohnungen, Einzelhandelsflächen, Bibliothek und als Sitz der Gemeindeverwaltung. 
Zu Zeiten der DDR befand sich das Schloss im „Eigentum des Volkes“ und ging 1990 in den Besitz des Bundes über. Am 20. November 2014 wurde das Gebäude vom Thüringischen Landesamt für Denkmalpflege als eines von 16 gefährdeten Schlössern Thüringens gelistet. Erst daraufhin endete ein jahrelanger Streit um das Eigentum am Schloss und der Bund erkannte sein Eigentum an. Die Bundesanstalt für Immobilienaufgaben übernahm die Verantwortung, ließ die Fassaden durch Sicherungsnetze sichern und schrieb das Schloss zum Verkauf aus. Am 28. November 2015 wurde das Schloss zu einem Mindestgebot von 5.000 Euro versteigert und fand für 22.000 Euro einen neuen Eigentümer. Am 1. Juni 2018 wurde das Schloss für 31.000 Euro nach einem Mindestgebot von nur noch 1.000 Euro erneut bei einer Versteigerung verkauft. Das Bauwerk, in dem sich zahlreiche originale Ausstattungen aus der Barockzeit finden sollen, galt inzwischen als einsturzgefährdet. Ab Ende 2019 wird das Schloss gesichert. Die Anstrengungen zur Revitalisierung des Bauwerkes werden seit 2022 in gemeinnütziger Trägerschaft durch einen Verein fortgesetzt. Seit Ende 2022 kann die Substanz des Schlosses als gesichert angesehen werden. Die Sanierung des Schlosses begann im Jahr 2023. Bei Suchgrabungen im Jahr 2023 konnten im Bereich des Fundaments bauliche Reste der mittelalterlichen Burganlage freigelegt werden. Seit September 2024 ist das Objekt Einsatzstelle der mobilen Jugendbauhütte.

## Architektur
Das zweigeschossige Schloss mit seinem hohen Mansarddach stellte einst die schönste barocke Schlossanlage des Altenburger Landes dar. Das jetzige Gebäude umfasst noch eine nutzbare Fläche von über 1300 Quadratmetern. Im Innern befinden sich Kreuzgewölbe, barocke Stuckdecken und reich verzierte Kamine. Die Fassade ist mit zahlreichen Verzierungen sowie einer Figur und einem Wappen über dem Eingang versehen. Die Stuckdecken des Erdgeschosses sind gut erhalten. Die reiche Stuckdecke des Saals (Kleiner Saal oder Speisesaal) im Obergeschoss des nordöstlichen Flügels wurde bereits im 19. Jahrhundert durch zwei Zwischenwände aus dem Zusammenhang gerissen. Diese Raumfolge konnte 2022 wiederhergestellt werden. 
Das Schloss ist als Einzeldenkmal eingetragen, der ehemalige Wirtschaftshof und die umgebende Kulturlandschaft der ehemaligen Wassergräben sind als Bodendenkmal und Sachgesamtheit unter Schutz gestellt.